# Kungshögshällarna
Kungshögshällarna är ett kommunalt naturreservat i Sandvikens kommun i Gävleborgs län.
Området är naturskyddat sedan 1996 och är 6 hektar stort. Reservatet består av tallskog. 